# Vista Alegre (Buenos Aires, Morropón)
Vista Alegre es una localidad peruana ubicada en el distrito de Buenos Aires, perteneciente a la provincia de Morropón del departamento de Piura, al norte del Perú. 

## Ubicación
Vista Alegre se ubica al norte de la provincia de Morropón, en el distrito de Buenos Aires, en el departamento de Piura.

## Demografía
En 2017 Vista Alegre tenía una población de 7 habitantes.